# Bildungssystem in Serbien

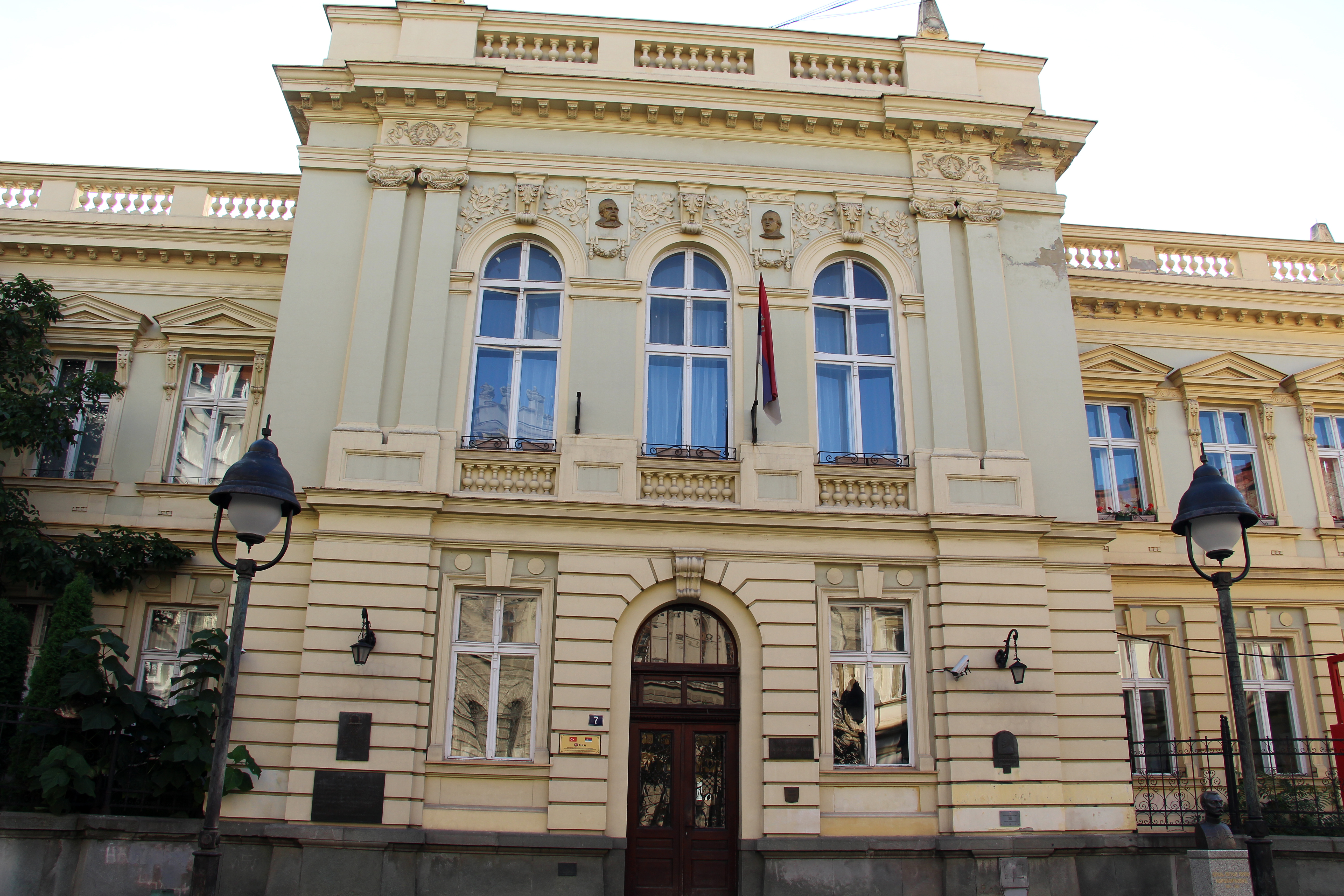
Älteste Schule Serbiens (1718), die Belgrader Grundschule König Peter I. im Gebäude von 1907

Das Bildungssystem in Serbien hat die Stufen Vorschule (predškolsko), 8-jährige Primarschule (osnovna škola), Sekundarschule (srednja škola) und Tertiäre Bildung. Die Verantwortung liegt beim Ministerium für Bildung, Wissenschaft und Technologische Entwicklung der Republik Serbien. Das Land gibt 4,8 % des BIP für Bildung aus. In den PISA-Studien erreichte Serbien eher hintere Plätze, besonders die Schülerinnen schnitten schlecht ab.
Die Sommerferien dauern 2½ Monate, der Schulbeginn liegt um den 1. September, dem früheren Tag des Wissens im Ostblock. Die Unterrichtssprache ist Serbisch, es bestehen Minderheitsschulen für Ungarn und Albaner sowie Kosovaren. Außerdem gibt es im ganzen Land eine große Zahl von Roma, bei denen die Schulpflicht schwer durchzusetzen ist. Einige wenige Privatschulen (auch kirchliche) bestehen, ferner gibt es Internationale Schulen vor allem in Belgrad, darunter die Deutsche Schule Belgrad. Religionsunterricht wird als Wahlfach auch in den staatlichen Schulen erteilt. Auf Druck der Serbisch-Orthodoxen Kirche hat das Bildungsministerium 2013 die Lehre des Darwinismus eingeschränkt.
Das Notensystem reicht von Note 1 (am schlechtesten) bis zur 5 (Bestnote). Wegen schlechter Noten kam es 2023 zu mehreren Gewaltvorfällen an Belgrader Schulen, die umfangreiche Elternproteste nach sich zogen. Waffen sind in Serbien wegen des Bürgerkriegs in den 1990er Jahren leicht zugänglich.

## Geschichte

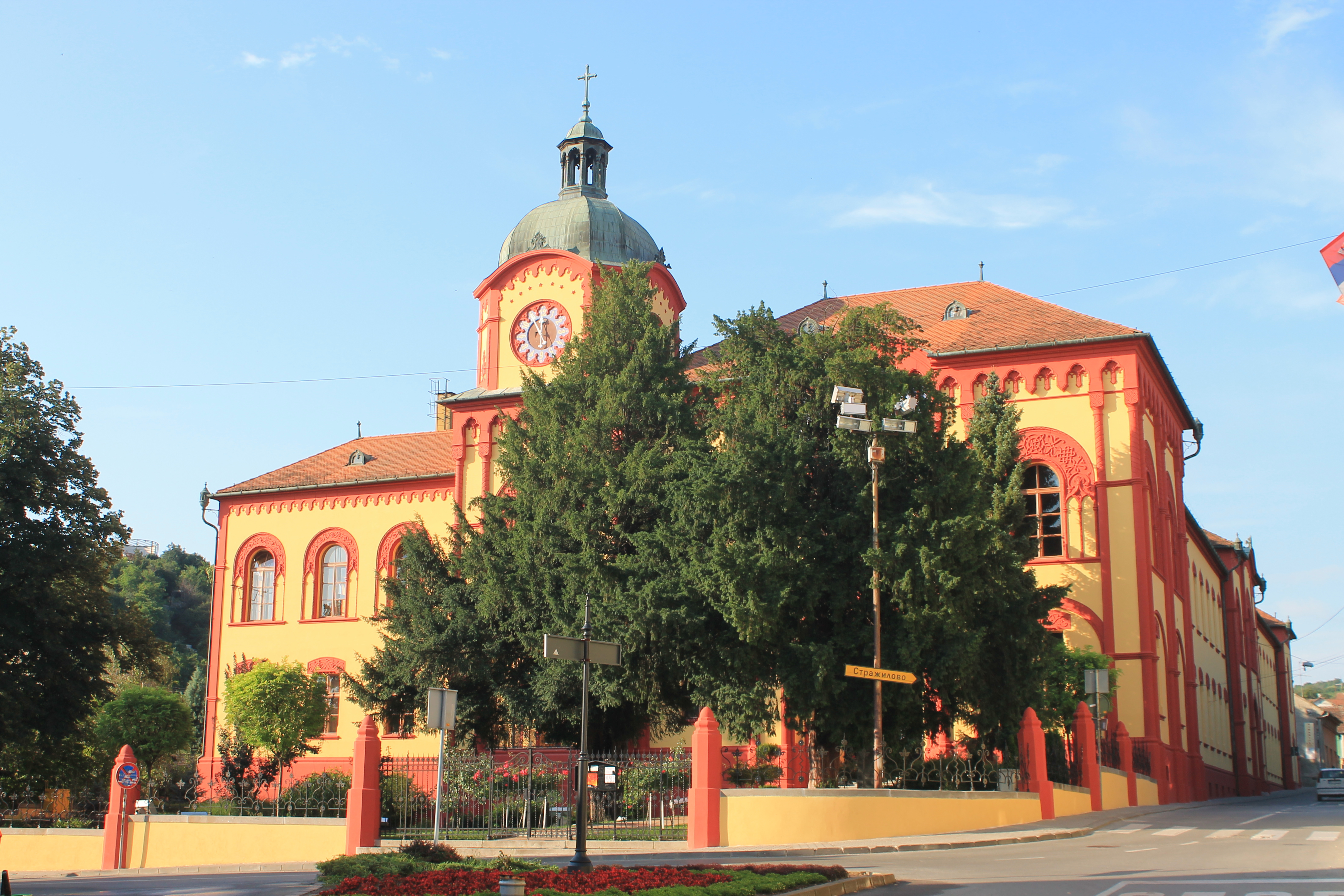
Gymnasium in Karlowitz (1791)

Serbiens Bildungsgeschichte begann im 11. und 12. Jahrhundert mit der Einrichtung von römisch-katholischen Klosterschulen in Titel und Bač in der heutigen Vojvodina, die damals zum Königreich Ungarn gehörte. Daneben gab es serbisch-orthodoxe Klöster wie Sopoćani, Studenica und im Patriarchat von Peć.
Nach dem Untergang des mittelalterlichen Serbiens durch die osmanische Besatzung wurden slawische und lateinische Schulen erst wieder ab dem 18. Jahrhundert eingerichtet, die erste war 1717 eine orthodoxe Grundschule in Sombor. 1722 kam eine römisch-katholische Schule hinzu, 1778 als erstes im heutigen Serbien ein Gymnasium (mit dem ersten Lehrerbildungsseminar). 1718 wurde die bis heute bestehende Grundschule Peter I. in Belgrad, 1791 das Gymnasium in Sremski Karlovci (Karlowitz) gegründet. Während des Ersten Serbischen Aufstands hat der Aufklärer Dositej Obradović die Belgrader Hochschule 1808 begründet, die bald wieder schloss. 1838 hat der Prinz von Serbien Miloš Obrenović in der formellen und kulturellen Hauptstadt Kragujevac eine frühe Hochschule, das Liceum des Fürstentums Serbien eröffnet, das 1841 mit dem Sitz der Hauptstadt nach Belgrad umzog. Parallel 1839 entstand dort das heutige Erste Gymnasium (Prva beogradska gimnazija). 1863 wurde das Liceum zur zweiten Belgrader Hochschule aufgewertet (Velika Škola nach der französischen Grand école). Aus deren drei Fakultäten Philosophie, Ingenieurwissenschaft und Jura wurde die Universität Belgrad (1905). Eine höhere Schule für Mädchen gab es hier seit 1863, ein Frauenstudium war bereits ab den 1880er Jahren möglich.

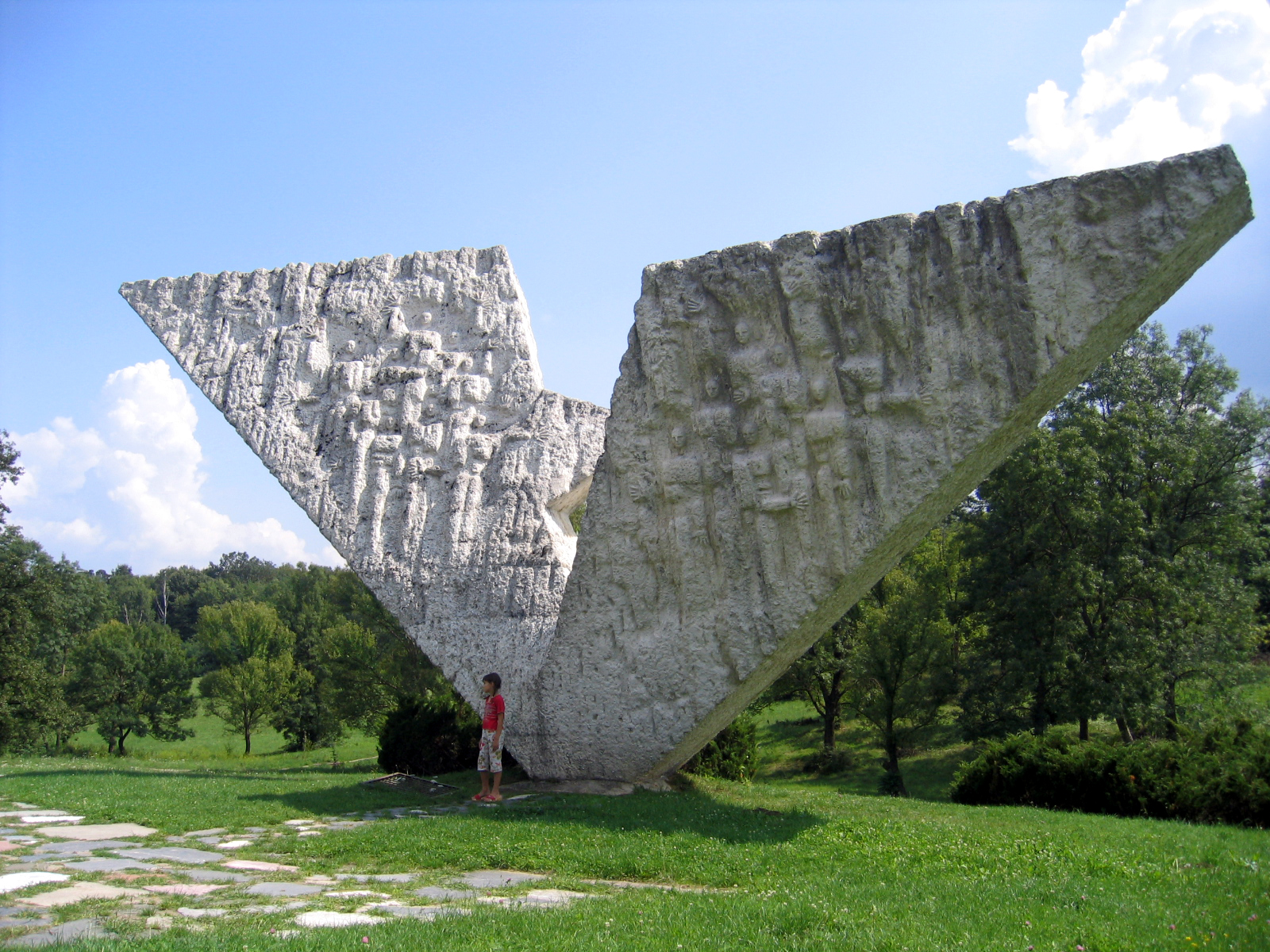
Denkmal für die 1941 ermordeten Schüler und Lehrer in Kragujevac

Während der deutschen Besatzung Jugoslawiens erschossen am 21., 22. und 23. Oktober 1941 Wehrmacht-Soldaten als Vergeltung für einen Partisanenangriff innerhalb von drei Tagen 2794 Bewohner von Kragujevac, darunter 300 Schüler und 18 Lehrer des örtlichen Gymnasiums. Zum Gedenken wird bis heute in Serbien der Tag des Massakers am 21. Oktober begangen.
Nach dem Zweiten Weltkrieg wurden weitere Universitäten in Jugoslawien eröffnet, darunter die Universität Novi Sad (1960), Universität Niš (1965), Universität Pristina (Kosovo, 1969), Universität Montenegro (1974) und Universität Kragujevac (1976). 2006 folgte noch die von einer Stiftung getragene Universität Novi Pazar.
Bis 2005 führte Serbien das jugoslawische System, das bis 1992 bestanden hatte, zunächst ohne ideologische Inhalte unverändert weiter. Die Vorschule war freiwillig, die Gesamtschule umfasste 8 Schuljahre. Die Absolventen wurden nach ihrer beruflichen Qualifikation (stručna sprema) eingestuft. Wer schon von der Primarschule abging, war ein Arbeiter ohne Qualifikation (nekvalifikovani radnik), wer das Gymnasium abschloss, war ein halbqualifizierter Arbeiter (polukvalifikovani radnik). Wer einen Berufsschulabschluss hatte, hatte einen Sekundarberufsabschluss (srednja stručna sprema), wer einen Oberstufenabschluss hatte, hatte einen höheren Berufsabschluss (viša stručna sprema). Die oberste Stufe war der Universitätsabschluss (visoka stručna sprema).
Die historischen Grade waren:

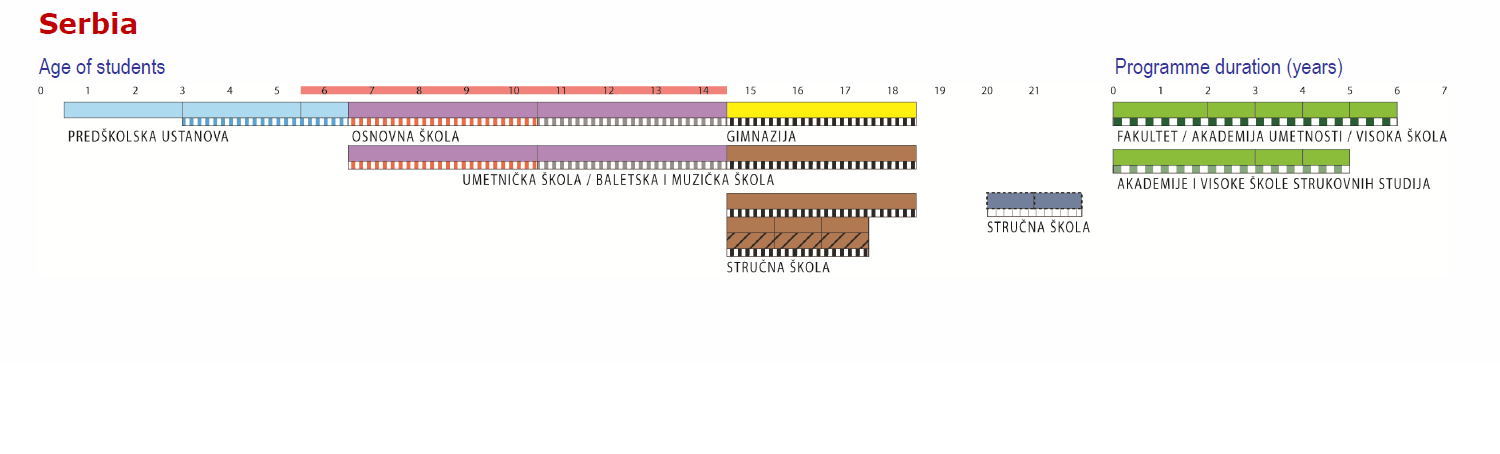
Serbiens Bildungssystem im Schema

- I. Grad – Untere Klassen of Grundschule (4 Jahre bis zum Grad; 4 Jahre insgesamt)
- II. Grad – Höhere Klassen of Grundschule (4 Jahre bis zum Grad; 8 Jahre insgesamt)
- III. Grad – dreijährige Berufsschule (3 Jahre bis zum Grad; 11 Jahre insgesamt)
- IV. Grad – vierjährige Berufsschule (4 Jahre bis zum Grad; 12 Jahre insgesamt)
- V. Grad – vierjährige Berufsschule (4 Jahre bis zum Grad; mit mehr Prüfungen; 12 Jahre insgesamt)
- VI. Grad – College oder Höhere Schule (3 Jahre bis zum Grad; 15 Jahre insgesamt)
- VII 1. Grad – Universität (Visokog obrazovanje) (4–5 Jahre bis zum Grad; 16–17 Jahre insgesamt)
- VII 2. Grad – Magister (2 Jahre bis zum Grad; 19 Jahre insgesamt)
- VIII. Grad – Doktorat/PhD (1 Jahr; 20 Jahre insgesamt)

2005 wurde eine Reform der Gesamtschule durchgeführt und der Bologna-Prozess mit dem Bachelor-Master-System eingeführt, das frühere Diploma visokog obrazovanja (Hochschuldiplom) mit einem Master gleichgestellt.

## Bildungssystem

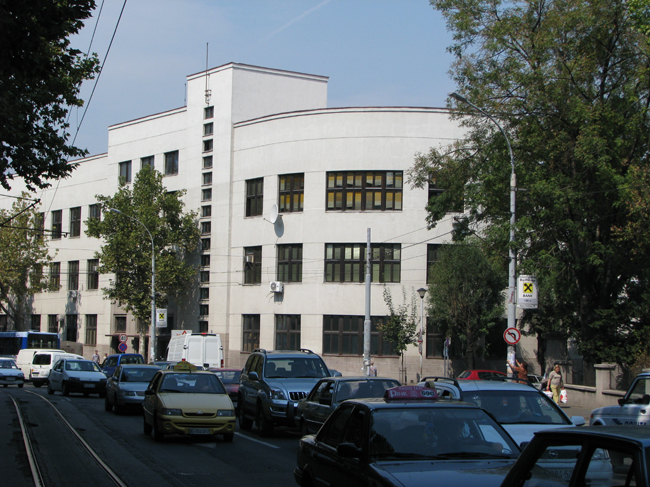
Erstes Gymnasium in der Belgrader Altstadt, im Gebäude vn 1938

Die Vorschule kann mit 3 Jahren beginnen, eine mindestens sechsmonatige Vorschule ist verpflichtend. Die achtjährige Schule wird in Klassen organisiert, die unverändert zusammen bleiben. Die erste Stufe dauert vier Schuljahre unter einem einzigen Lehrer außer für Englisch und Religion, dann gibt es Fachlehrer. Nach der 8. Klasse erfolgt eine Prüfung zur Aufteilung. Die folgende Sekundarschule dauert vier Jahre als Gymnasium oder Berufsschule bzw. Handwerksschule. Zum Abitur im Gymnasium führen zwei Zweige, ein mathematisch-naturwissenschaftlicher und ein sprachlich-sozialwissenschaftlicher. Daneben gibt es Spezialschulen, für Kunst oder Mathematik sowie zweisprachige Schulen mit Englisch als Unterrichtssprache. Es gibt inklusive Schulen und Förderschulen für behinderte Kinder.
Serbische Eigenarten sind das Schulparlament (đački savet) und das Betreuungsteam (vršnjački tim) an den Schulen sowie der Elternrat (savet roditelja), die vieles zu organisieren haben.

### Tertiärsystem
Es bestehen acht staatliche und 10 private Universitäten, die ältesten sind die Universität Belgrad und die Universität der Künste Belgrad (1937). Daneben gibt es 55 akkreditierte „Vocational study colleges“ (Berufsstudien) mit insgesamt ca. 50.000 Studierenden und 8 „Academy study colleges“. Ca. 15 % der insgesamt knapp 242.000 Studierenden Serbiens sind an privaten Hochschulen immatrikuliert. Die Studiengebühren liegen in Serbien zwischen 1.000,- EUR und 5.000,- EUR pro Jahr inkl. privater Hochschulen.
- Liste der Universitäten in Serbien

### Bildungsstufen
| Alter | Klasse                                 | Bildungseinrichtung                              | Bildungseinrichtung                              | Bildungseinrichtung                              | Bildungseinrichtung                              | Bildungseinrichtung                       | Bildungseinrichtung                                    | Bildungseinrichtung                                    | Bildungseinrichtung                                    | Bildungseinrichtung                                | Bildungseinrichtung                                |
| ----- | -------------------------------------- | ------------------------------------------------ | ------------------------------------------------ | ------------------------------------------------ | ------------------------------------------------ | ----------------------------------------- | ------------------------------------------------------ | ------------------------------------------------------ | ------------------------------------------------------ | -------------------------------------------------- | -------------------------------------------------- |
| 6–7   | 0                                      | Vorschule (Predškolsko) obligatorisch            | Vorschule (Predškolsko) obligatorisch            | Vorschule (Predškolsko) obligatorisch            | Vorschule (Predškolsko) obligatorisch            | Vorschule (Predškolsko) obligatorisch     | Vorschule (Predškolsko) obligatorisch                  | Vorschule (Predškolsko) obligatorisch                  | Vorschule (Predškolsko) obligatorisch                  | Vorschule (Predškolsko) obligatorisch              | Vorschule (Predškolsko) obligatorisch              |
| 7–8   | 1                                      | Grundschule (Osnovna škola) obligatorisch        | Grundschule (Osnovna škola) obligatorisch        | Grundschule (Osnovna škola) obligatorisch        | Grundschule (Osnovna škola) obligatorisch        | Grundschule (Osnovna škola) obligatorisch | Grundschule (Osnovna škola) obligatorisch              | Grundschule (Osnovna škola) obligatorisch              | Grundschule (Osnovna škola) obligatorisch              | Grundschule (Osnovna škola) obligatorisch          | Grundschule (Osnovna škola) obligatorisch          |
| 8–9   | 2                                      | Grundschule (Osnovna škola) obligatorisch        | Grundschule (Osnovna škola) obligatorisch        | Grundschule (Osnovna škola) obligatorisch        | Grundschule (Osnovna škola) obligatorisch        | Grundschule (Osnovna škola) obligatorisch | Grundschule (Osnovna škola) obligatorisch              | Grundschule (Osnovna škola) obligatorisch              | Grundschule (Osnovna škola) obligatorisch              | Grundschule (Osnovna škola) obligatorisch          | Grundschule (Osnovna škola) obligatorisch          |
| 9–10  | 3                                      | Grundschule (Osnovna škola) obligatorisch        | Grundschule (Osnovna škola) obligatorisch        | Grundschule (Osnovna škola) obligatorisch        | Grundschule (Osnovna škola) obligatorisch        | Grundschule (Osnovna škola) obligatorisch | Grundschule (Osnovna škola) obligatorisch              | Grundschule (Osnovna škola) obligatorisch              | Grundschule (Osnovna škola) obligatorisch              | Grundschule (Osnovna škola) obligatorisch          | Grundschule (Osnovna škola) obligatorisch          |
| 10–11 | 4                                      | Grundschule (Osnovna škola) obligatorisch        | Grundschule (Osnovna škola) obligatorisch        | Grundschule (Osnovna škola) obligatorisch        | Grundschule (Osnovna škola) obligatorisch        | Grundschule (Osnovna škola) obligatorisch | Grundschule (Osnovna škola) obligatorisch              | Grundschule (Osnovna škola) obligatorisch              | Grundschule (Osnovna škola) obligatorisch              | Grundschule (Osnovna škola) obligatorisch          | Grundschule (Osnovna škola) obligatorisch          |
| 11–12 | 5                                      | Grundschule (Osnovna škola) obligatorisch        | Grundschule (Osnovna škola) obligatorisch        | Grundschule (Osnovna škola) obligatorisch        | Grundschule (Osnovna škola) obligatorisch        | Grundschule (Osnovna škola) obligatorisch | Grundschule (Osnovna škola) obligatorisch              | Grundschule (Osnovna škola) obligatorisch              | Grundschule (Osnovna škola) obligatorisch              | Grundschule (Osnovna škola) obligatorisch          | Grundschule (Osnovna škola) obligatorisch          |
| 12–13 | 6                                      | Grundschule (Osnovna škola) obligatorisch        | Grundschule (Osnovna škola) obligatorisch        | Grundschule (Osnovna škola) obligatorisch        | Grundschule (Osnovna škola) obligatorisch        | Grundschule (Osnovna škola) obligatorisch | Grundschule (Osnovna škola) obligatorisch              | Grundschule (Osnovna škola) obligatorisch              | Grundschule (Osnovna škola) obligatorisch              | Grundschule (Osnovna škola) obligatorisch          | Grundschule (Osnovna škola) obligatorisch          |
| 13–14 | 7                                      | Grundschule (Osnovna škola) obligatorisch        | Grundschule (Osnovna škola) obligatorisch        | Grundschule (Osnovna škola) obligatorisch        | Grundschule (Osnovna škola) obligatorisch        | Grundschule (Osnovna škola) obligatorisch | Grundschule (Osnovna škola) obligatorisch              | Grundschule (Osnovna škola) obligatorisch              | Grundschule (Osnovna škola) obligatorisch              | Grundschule (Osnovna škola) obligatorisch          | Grundschule (Osnovna škola) obligatorisch          |
| 14–15 | 8                                      | Grundschule (Osnovna škola) obligatorisch        | Grundschule (Osnovna škola) obligatorisch        | Grundschule (Osnovna škola) obligatorisch        | Grundschule (Osnovna škola) obligatorisch        | Grundschule (Osnovna škola) obligatorisch | Grundschule (Osnovna škola) obligatorisch              | Grundschule (Osnovna škola) obligatorisch              | Grundschule (Osnovna škola) obligatorisch              | Grundschule (Osnovna škola) obligatorisch          | Grundschule (Osnovna škola) obligatorisch          |
| 15–16 | 1                                      | Gymnasium (Gimnazija)                            | Gymnasium (Gimnazija)                            | Gymnasium (Gimnazija)                            | Gymnasium (Gimnazija)                            | Gymnasium (Gimnazija)                     | 4-jährige Berufsschule (Četvorogodišnja stručna škola) | 4-jährige Berufsschule (Četvorogodišnja stručna škola) | 4-jährige Berufsschule (Četvorogodišnja stručna škola) | 3-jährige Berufsschule (Trogodišnja stručna škola) | 3-jährige Berufsschule (Trogodišnja stručna škola) |
| 16–17 | 2                                      | Gymnasium (Gimnazija)                            | Gymnasium (Gimnazija)                            | Gymnasium (Gimnazija)                            | Gymnasium (Gimnazija)                            | Gymnasium (Gimnazija)                     | 4-jährige Berufsschule (Četvorogodišnja stručna škola) | 4-jährige Berufsschule (Četvorogodišnja stručna škola) | 4-jährige Berufsschule (Četvorogodišnja stručna škola) | 3-jährige Berufsschule (Trogodišnja stručna škola) | 3-jährige Berufsschule (Trogodišnja stručna škola) |
| 17–18 | 3                                      | Gymnasium (Gimnazija)                            | Gymnasium (Gimnazija)                            | Gymnasium (Gimnazija)                            | Gymnasium (Gimnazija)                            | Gymnasium (Gimnazija)                     | 4-jährige Berufsschule (Četvorogodišnja stručna škola) | 4-jährige Berufsschule (Četvorogodišnja stručna škola) | 4-jährige Berufsschule (Četvorogodišnja stručna škola) | 3-jährige Berufsschule (Trogodišnja stručna škola) | 3-jährige Berufsschule (Trogodišnja stručna škola) |
| 18–19 | 4                                      | Gymnasium (Gimnazija)                            | Gymnasium (Gimnazija)                            | Gymnasium (Gimnazija)                            | Gymnasium (Gimnazija)                            | Gymnasium (Gimnazija)                     | 4-jährige Berufsschule (Četvorogodišnja stručna škola) | 4-jährige Berufsschule (Četvorogodišnja stručna škola) | 4-jährige Berufsschule (Četvorogodišnja stručna škola) |                                                    |                                                    |
| 19–20 |                                        | Medizinische Fakultät (MD) (Medicinski fakultet) | Medizinische Fakultät (MD) (Medicinski fakultet) | Medizinische Fakultät (MD) (Medicinski fakultet) | Medizinische Fakultät (MD) (Medicinski fakultet) | Universität (Univerzitet)                 | Universität (Univerzitet)                              | Hochschule (Viša škola)                                | Hochschule (Viša škola)                                |                                                    |                                                    |
| 20–21 |                                        | Medizinische Fakultät (MD) (Medicinski fakultet) | Medizinische Fakultät (MD) (Medicinski fakultet) | Medizinische Fakultät (MD) (Medicinski fakultet) | Medizinische Fakultät (MD) (Medicinski fakultet) | Universität (Univerzitet)                 | Universität (Univerzitet)                              | Hochschule (Viša škola)                                | Hochschule (Viša škola)                                |                                                    |                                                    |
| 21–22 | Bachelor Hochschulabschluss (180 ECTS) | Medizinische Fakultät (MD) (Medicinski fakultet) | Medizinische Fakultät (MD) (Medicinski fakultet) | Medizinische Fakultät (MD) (Medicinski fakultet) | Medizinische Fakultät (MD) (Medicinski fakultet) | Universität (Univerzitet)                 | Universität (Univerzitet)                              | Hochschule (Viša škola)                                | Hochschule (Viša škola)                                |                                                    |                                                    |
| 22–23 | Bachelor mit Auszeichnung              | Medizinische Fakultät (MD) (Medicinski fakultet) | Medizinische Fakultät (MD) (Medicinski fakultet) | Medizinische Fakultät (MD) (Medicinski fakultet) | Medizinische Fakultät (MD) (Medicinski fakultet) | Universität (Univerzitet)                 | Universität (Univerzitet)                              |                                                        |                                                        |                                                    |                                                    |

## Einzelbelege
1. ↑  Министарство просвете, науке и технолошког развоја. Abgerufen am 27. Januar 2024 (sr-RS).
2. ↑  PISA-Studie: Serbische SchülerInnen schneiden unterdurchschnittlich ab. Abgerufen am 28. Januar 2024.
3. ↑  https://www.oecd.org/publication/pisa-2022-results/country-notes/serbia-961b99f9/
4. ↑  Bessere Wohnverhältnisse und Bildungschancen für Roma | HEKS. Abgerufen am 28. Januar 2024.
5. ↑  Serbien Einschulungen in Privatschulen, 1970-2023 - knoema.com. Abgerufen am 28. Januar 2024 (deutsch).
6. ↑  Religion in Serbien. 24. Juni 2013, abgerufen am 28. Januar 2024.
7. ↑  Schule in Serbien: Darwins Affen-Theorie tabu. In: Focus Online. 12. November 2013, abgerufen am 31. Januar 2024.
8. ↑  Thomas Roser: Evolutionstheorie: Urmenschen spalten Serbien. 31. Mai 2017, abgerufen am 28. Januar 2024.
9. ↑  Tödliche Schüsse an Belgrader Schule: Über Serbien schwappt eine Welle der Gewalt. 3. Mai 2023, abgerufen am 28. Januar 2024.
10. ↑  Osnovna škola Kralj Petar Prvi Beograd. Abgerufen am 28. Januar 2024.
11. ↑  The History of the University. Abgerufen am 27. Januar 2024.
12. ↑  Srdjan Garcevic: Hidden Belgrade (27): Old headquarters of women’s movement in Belgrade. 6. März 2018, abgerufen am 28. Januar 2024 (amerikanisches Englisch).
13. ↑  Frauenstudium in Europa. Abgerufen am 28. Januar 2024 (deutsch).
14. ↑  Walter Manoschek: Die Massaker in Pančevo und Kragujevac im Herbst 1941. Zur deutschen Repressionspolitik gegenüber der Zivilbevölkerung im besetzten Serbien. In: Oliver von Wrochem (Hrsg.): Repressalien und Terror: "Vergeltungsaktionen" im deutsch besetzten Europa 1939-1945. Ferdinand Schöningh, Paderborn 2017, ISBN 978-3-506-78721-7, S. 89–102.
15. ↑  LatiPRO - Strucne spreme. Abgerufen am 27. Januar 2024.
16. ↑  Jugoslawien | BQ-Portal. Abgerufen am 27. Januar 2024.
17. ↑  Studieren und leben in Serbien. Abgerufen am 28. Januar 2024.